# Ken Kennedy (cientista da computação)
Ken Kennedy (Washington, D.C., 12 de agosto de 1945 — Houston, 7 de fevereiro de 2007) foi um cientista da computação estadunidense.
Foi professor da Universidade Rice, fundador do Departamento de Ciência da Computação.

## Publicações selecionadas
- Allen, Randy; Kennedy, Ken (2002). Optimizing Compilers for Modern Architectures: A Dependence-based Approach.  San Francisco: Morgan Kaufmann Publishers. ISBN 1-55860-286-0.